# Hondenven
Het Hondeven op landgoed Schultenwolde is een meertje gelegen ten westen van Tubbergen in de Nederlandse landstreek Twente. Het meer is waarschijnlijk ontstaan als een pingoruïne of ijskernheuvel.
Het natuurgebied Landgoed Schultenwolde van 56 hectare ligt tussen Harbrinkhoek, Geesteren en Tubbergen. Dit heide -  en bos gebied  is in particulier bezit, deels vrij toegankelijk voor voetgangers tussen zonsopkomst en zonsondergang met aangelijnde hond op de paden. Het hondeven op landgoed Schultenwolde is afgesloten voor publiek.